# 犬ピロプラズマ症
犬ピロプラズマ症（いぬピロプラズマしょう、英: canine babesiosis）は、Babesia canis あるいは Babesia gibsoni 寄生を原因とする寄生虫病。イヌおよびイヌ科動物を宿主とし、Babesia canis はクリイロコイタマダニなどに、Babesia gibsoni はフタトゲチマダニなどによって媒介される。Babesia canis rossi は低酸素症、低血圧性ショック、Babesia canis canis は溶血性貧血、血色素尿、黄疸、発熱、Babesia canis vogeli は間歇熱、黄疸、血色素尿、Babesia gibsoni は発熱、溶血性貧血、ビリルビン尿などを引き起こす。診断は血液塗抹標本より赤血球内に寄生しているピロプラズムを検出するほかに、ELISA、IFA などによってなされる。治療には抗バベシア薬が使用される。